# Monte de los Gauchos
Monte de los Gauchos é um município da província de Córdova, na Argentina.